# Мажит Гафурі
Мажит Гафурі (тат. Мәҗит Гафури; справжнє ім'я Гафуров Габдельмажит Нурганійович; 20 липня (*1 серпня 1880, село Зілім-Караново Стерлітамацького повіту Уфимської губернії, нині Гафурійського району, Башкортостан, РФ — †28 жовтня 1934, місто Уфа, Башкортостан, РФ) — башкирський і татарський письменник. Народний поет Башкирської АРСР (1923). Класик башкирської і татарської літератури. Гафурі Мажит був удостоєний звання Героя Праці (1920-ті).
Навчався в медресе Троїцька (1898), Казані (1904), Уфи (1906; усі — РФ).
Був чорноробом на золотих копальнях, учителював у рідному селі та працював у татарській періодиці. Зазнав переслідувань з боку царської влади. Писати почав у 1902 році татарською мовою. Виступав у різних літературних жанрах (вірші, ліричні мініатюри, поеми, байки, оповідання, повісті, драми, публіцистика). Колоніальне становище башкирського народу в складі Російської імперії, визвольні прагнення і надії визначили зміст та ідейне спрямування творчості Гафурі Мажита, зокрема його поетична збірка «Себер тимер юлы йŸки ŸхүŸле миллет» («Сибірська залізниця, або Становище нації», Оренбург, 1904), «Яшь гомерем» («Моє молоде життя», 1906), «Миллəт мəххəббəтте» («Любов до нації», 1907). Уже тоді він отримує визнання як один із найвидатніших поетів Татарії й Башкирії. Ілюзії, пов'язані із більшовицьким переворотом 1917, суспільно-політичні процеси наступних років відображено у збірці «Кызыл байрак» («Червоний прапор», Уфа, 1917), поемах «Эшсе» («Робітник», Казань, 1921), «Златоуст» (1928). У ранніх оповіданнях відтворив страхітливі у своїй буденності картини людського горя. Симптоматично, що художня проза Гафурі Мажита і в радянські часи звернена в минуле. У повісті «Ҡара йɵҙҙəр» («Чорнолиці», Уфа, 1926) реалістично змальовано важкий дореволюційний побут башкирського народу, засуджено зневагу до жіночої долі й гідності, а в автобіографічному творі цього ж жанру «Шағҙың алтын приискыҺында» («На золотих копальнях поета», 1930) подано картини нещадного визиску робітників. Про складний процес пробудження самосвідомості простого люду йдеться у повісті «Тормыш баскычлары» («Щаблі життя», 1928). Автор книги про трагедію голодомору 1921—1922 «Ачлык тырнагында» («В пазурах голоду», 1923), п'єси «Ҡыҙыл йондоҙ» («Червона зірка», 1925). На початку 20-х рр. Гафурі Мажит почав писати башкирською мовою, що сприяло формуванню плеяди молодих письменників, які остаточно утвердили мову рідного народу як літературну. Стиль творів Гафурі відзначається простотою і чіткістю, багатством народної мови, ясністю виражальних засобів. Українською мовою твори Гафурі перекладали Павло Тичина, Володимир Сосюра, Марія Пригара, М. Терещенко, С. Литвин, В. Малишко, М. Стельмах, В. Струтинський та ін. Ґрунтовне дослідження «Патріотизм у творчості Мажита Гафурі» (1942; К., 1955) виконав Павло Тичина під час перебування в Башкирській АРСР. Образ Гафурі Мажита змалював О. Ющенко у вірші «На щастя» (1982). Ім'ям Гафурі Мажита названі район у Башкортостані, вулицю в Уфі, де також діє Башкирський театр драми імені Гафурі, відкрито Дім-музей Мажита Гафурі (1948).

## Твори
- Українською перекладено — Вибрані поезії. К., 1955; (Вірші) // Тичина П. Твори: У 4 т. Т. 4. К., 1962;
- Чорнолиці. К., 1963;
- Бідняки // Оповідання письменників автоном. республік, областей, нац. округів та країв РРСФР. Вип. 1. К., 1976;
- Поезії. К., 1980.